# Episodi di Franklin & Bash (prima stagione)
La prima stagione della serie televisiva Franklin & Bash è stata trasmessa in prima visione negli Stati Uniti d'America dall'emittente via cavo TNT dal 1º giugno al 3 agosto 2011.
In Italia sono stati trasmessi due episodi a partire dal 21 luglio 2012 su Cielo, dopodiché la serie è stata sospesa senza preavviso. La serie è stata nuovamente trasmessa su Cielo a notte fonda a partire dal 29 gennaio 2013, senza l'indicazione dei titoli italiani.
| nº | Titolo originale             | Titolo italiano          | Prima TV USA   | Prima TV Italia  |
| -- | ---------------------------- | ------------------------ | -------------- | ---------------- |
| 1  | Pilot                        | Una nuova opportunità    | 1º giugno 2011 | 21 luglio 2012   |
| 2  | She Came Upstairs to Kill Me |                          | 8 giugno 2011  | 31 gennaio 2013  |
| 3  | Jennifer of Troy             |                          | 15 giugno 2011 | 1º febbraio 2013 |
| 4  | Bro-Bono                     | Metodi non convenzionali | 22 giugno 2011 | 28 luglio 2012   |
| 5  | You Can't Take It with You   |                          | 29 giugno 2011 | 4 febbraio 2013  |
| 6  | Big Fish                     |                          | 6 luglio 2011  | 7 febbraio 2013  |
| 7  | Franklin vs. Bash            |                          | 13 luglio 2011 | 5 febbraio 2013  |
| 8  | The Bangover                 |                          | 20 luglio 2011 | 6 febbraio 2013  |
| 9  | Bachelor Party               |                          | 27 luglio 2011 | 8 febbraio 2013  |
| 10 | Go Tell It on the Mountain   |                          | 3 agosto 2011  | 11 febbraio 2013 |